# Lương Đống
Lương Đống (tên đầy đủ là Quách Lương Đống, 4 tháng 4 năm 1924 – 28 tháng 9 năm 2011) là một họa sĩ thiết kế sân khấu người Việt Nam. Ông là người tiên phong trong kỹ thuật thiết kế "sân khấu bục bệ" vào năm 1962. Ông được Nhà nước phong tặng danh hiệu Nghệ sĩ nhân dân năm 1993.

## Thiếu thời
Quách Lương Đống sinh ngày 4 tháng 4 năm 1924, tại xã Phước Long, huyện Hồng Dân, tỉnh Bạc Liêu (tỉnh Minh Hải cũ).

## Sự nghiệp

### Trước 1975
Lương Đống tốt nghiệp Trường Mỹ thuật Gia Định, ông làm họa sĩ cho một hãng buôn tư nhân, một năm sau, ông nhập ngũ và được đã phân công làm họa sĩ trình bày cho báo Độc lập. Hai năm sau, ông được chuyển sang làm việc tại Sở Công an Nam bộ, tham gia thiết kế sân khấu cho một số vở cải lương và kịch nói.
Năm 1954, ông tập kết ra Bắc, nhờ có sự giới thiệu của đạo diễn Chi Lăng, Thứ trưởng Bộ Văn hóa Hà Huy Giáp đã điều ông về Viện Nghiên cứu Mỹ thuật sân khấu cải lương – thuộc Bộ Văn hóa. Dựa trên kiến thức đã học và trải nghiệm, ông viết cuốn sách Hệ thống lý luận cơ bản về Mỹ thuật Sân khấu Việt Nam. Tác phẩm này được xem là cẩm nang cho những nghệ sĩ trẻ đi theo lĩnh vực mỹ thuật sân khấu ở Việt Nam.
Năm 1958, Hội diễn Sân khấu chuyên nghiệp toàn quốc lần thứ nhất được tổ chức tại Hà Nội, ông là người thiết kế sân khấu cho vở cải lương Nàng tiên Mẫu Đơn, của đạo diễn Chi Lăng. Cả ông và vở diễn đều giành dược Huy chương vàng cho cá nhân và tác phẩm.
Lương Đống đã tham gia thiết kế hàng trăm tác phẩm sân khấu cải lương, kịch nói, chèo, tuồng trong suốt sự nghiệp của mình. Năm 1962, ông được giao phụ trách lớp nghiên cứu mỹ thuật sân khấu miền Bắc. Trong năm này, vở Câu chuyện Iếc-kút được Đoàn kịch nói Trung Ương thực hiện với hơn 15 cảnh, việc chuyển đổi cảnh phải khẩn trương, không đủ thời gian để sử dụng trang trí tả thực. Ông đã sáng tạo ra loại "bục vạn năng", có thể xoay chuyển, tháo lắp, hoán đổi linh hoạt. Năm 1964, ông được đề bạt làm giám đốc Nhà hát Cải lương Việt Nam. Năm 1972, với vở Âm mưu và hậu quả, ông tiếp tục sáng tạo khi sử dụng 2 cuộn vải tượng trưng cho 2 chiếc cột to, kéo lên kéo xuống thay cho các mô hình nội thất.

### Sau 1975
Năm 1975, ông chuyển về Nam, làm việc tại Nhà hát Cải lương Trần Hữu Trang.
Ông từng đóng vai Hương Quản trong vở diễn Đời cô Lựu. Tháng 2 năm 1984, nghệ sĩ Lương Đống cùng đoàn nghệ sĩ của Thành phố Hồ Chí Minh đi biểu diễn "Đời cô Lựu" ở một số nước Tây Âu theo lời mời của UNESCO.
Năm 1985, Lương Đống nhậm chức Giám đốc của Nhà hát Cải lương Trần Hữu Trang. Ông từng có thời gian giảng dạy tại tại trường Sân khấu - Điện ảnh Thành phố Hồ Chí Minh.
Năm 1988, ông nghỉ hưu. Năm 1989, ông đã thiết kế khán phòng khiêm tốn của Sân khấu nhỏ 5B Võ Văn Tần thành một sân khấu kịch chuyên nghiệp với những kỹ thuật xử lý sân khấu sáng tạo, đóng góp to lớn trong việc ra đời và phát triển của Sân khấu Kịch 5B. Vở Tình nghệ sĩ năm 1992 gây chấn động khán giả với thiết kế sân khấu độc đáo, đưa Nhà hát Hòa Bình thành sân khấu có danh tiếng.
Ông còn tham gia thiết kế cho các vở cải lương thể nghiệm độc diễn như Diễn kịch một mình, Hoàng hậu hai vua, Lý Chiêu Hoàng, Hồn thơ ngọc, Độc thoại đêm.

### Cuối đời
Ngày 20 tháng 2 năm 2004, trước sinh nhật lần thứ 80 của ông khoảng 2 tuần, Lương Đống được các bác sĩ trả về khi đã tắt thở. Trong lúc người nhà tổ chức tang lễ và chuẩn bị khâm liệm thì ông bất ngờ tỉnh lại. Một năm sau, ông được các đồng nghiệp tổ chức sinh nhật 1 tuổi, kỷ niệm ngày ông thoát khỏi cái chết.
Ông mất ngày 28 tháng 9 năm 2011 tại Bệnh viện Nguyễn Tri Phương, Thành phố Hồ Chí Minh vì bệnh suy tủy - viêm phổi tắc nghẽn.

## Đời tư
Ông kết hôn với bà Thu, con gái của bà Nguyễn Thị Thập.

## Vinh danh
Ông được Nhà nước phong tặng danh hiệu Nghệ sĩ nhân dân năm 1993 và huy hiệu 60 năm tuổi Đảng năm 2009.
Tháng 6 năm 2023, Lương Đống cùng một số cố nghệ sĩ sân khấu được Hội Sân khấu Thành phố Hồ Chí Minh đề xuất đưa đặt tên cho đường phố của thành phố Hồ Chí Minh.

### Đánh giá
| “                                                           | [NSND Lương Đống] là người đã góp phần nâng cao vị thế mỹ thuật sân khấu dân tộc Việt Nam thông qua những tác phẩm của ông. Ông như một người thầy đáng kính của giới mỹ thuật sân khấu trẻ, luôn cần mẫn, khiêm tốn và tận tụy với nghề. Những năm sau này dù đã nghỉ hưu nhưng ông vẫn luôn theo dõi tình hình sân khấu, quan tâm đến thế hệ họa sĩ kế thừa". | ” |
| — Soạn giả Lê Duy Hạnh – Phó chủ tịch Hội Sân khấu Việt Nam | |   |

| “            | Ở [NSND Lương Đống], tính khoa học, độ chính xác, tỉ mỉ, cân đối của một nhà kiến trúc và nét tài hoa, phóng khoáng của một họa sĩ - nghệ sĩ là Nhất Thể. | ” |
| — Bạch Tuyết | |   |

## Tác phẩm

### Các vở diễn đã dàn dựng[3]
- Âm mưu và hậu quả
- Thái hậu Dương Vân Nga
- Rạng ngọc Côn Sơn
- Hòn đảo Thần Vệ nữ
- Muôn dặm vì chồng
- Chim Việt cành Nam
- Tình nghệ sĩ
- Những thước phim đời
- Dư luận quần chúng
- Con vịt mồi
- Dạ cổ hoài lang
- Giấc mộng kê vàng
- Ngôi nhà không có đàn ông
- Ngôi nhà của chúng ta
- Chuyến tàu hoàng hôn...[8]
- Trầu cau, Ký ức, Số đỏ (Sân khấu Kịch Phú Nhuận)[2]